# Впадина Бентли

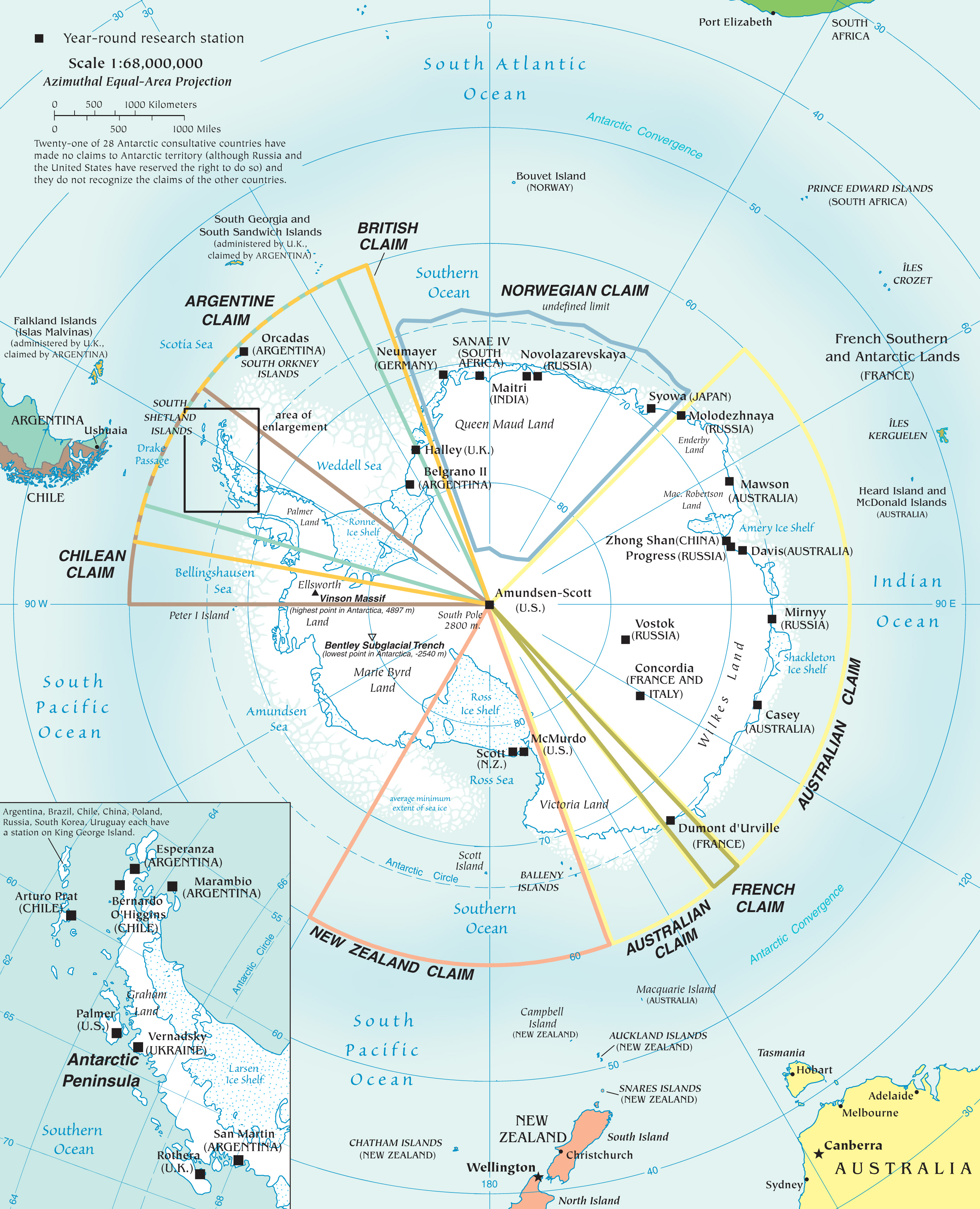
Впадина Бентли на карте Антарктиды

Впадина Бентли — одна из самых глубоких впадин на Земле, не заполненных жидкой водой. Находится на Земле Мэри Бэрд в западной части Антарктиды. Самая глубокая точка впадины расположена на 2540 метров ниже уровня моря. Впадина заполнена льдом.
Открыта в 1961 году Чарльзом Бентли и названа в его честь.